# (100122) Alpes Marítimos
(100122) Alpes Marítimos es un asteroide perteneciente al cinturón exterior de asteroides, descubierto el 15 de agosto de 1993 por el equipo del Centro de Investigaciones en Geodinámica y Astrometría desde el Centro de Investigaciones en Geodinámica y Astrometría, Caussols, Francia.

## Designación y nombre
Designado provisionalmente como 1993 PE7. Fue nombrado Alpes Marítimos en homenaje al número 1000 de los planetas menores descubiertos desde el departamento francés de los Alpes Marítimos.

## Características orbitales
Alpes Marítimos está situado a una distancia media del Sol de 3,202 ua, pudiendo alejarse hasta 3,736 ua y acercarse hasta 2,668 ua. Su excentricidad es 0,166 y la inclinación orbital 6,026 grados. Emplea 2093 días en completar una órbita alrededor del Sol.

## Características físicas
La magnitud absoluta de Alpes Marítimos es 14,7. Tiene 6,115 km de diámetro y su albedo se estima en 0,068.